# Suraia
Suraia – wieś w Rumunii, w okręgu Vrancea, w gminie Suraia. W 2011 roku liczyła 4595
mieszkańców